# Ryan James

a Compétitions nationales et continentales officielles uniquement.

b Matchs officiels uniquement.
Ryan James, né le 20 juillet 1991 à Tweed Heads (Australie), est un ancien joueur de rugby à XIII australien évoluant au poste de deuxième ligne, de troisième ligne ou de pilier. Grand espoir du rugby à XIII, il fait ses débuts en National Rugby League (« NRL ») avec les Titans de Gold Coast lors de la saison 2010. Devenu titulaire au sein de sa franchise, il s'impose comme l'un des meilleurs piliers de NRL. Enfin, il a également pris part au City vs Country Origin qu'il a remporté à deux reprises en 2013 et 2015.

## Palmarès
- Collectif :
  - Vainqueur du City vs Country Origin : 2013 et 2015 (Country).

### En club

#### Statistiques
| Saison | Club              | Compétition           | Matchs | Points | Essais | Goals | Drops |
| ------ | ----------------- | --------------------- | ------ | ------ | ------ | ----- | ----- |
| 2010   | Gold Coast Titans | National Rugby League | 4      | 0      | 0      | 0     | 0     |
| 2011   | Gold Coast Titans | National Rugby League | 14     | 0      | 0      | 0     | 0     |
| 2012   | Gold Coast Titans | National Rugby League | 3      | 0      | 0      | 0     | 0     |
| 2013   | Gold Coast Titans | National Rugby League | 22     | 12     | 3      | 0     | 0     |
| 2014   | Gold Coast Titans | National Rugby League | 4      | 4      | 1      | 0     | 0     |
| 2015   | Gold Coast Titans | National Rugby League | 21     | 20     | 5      | 0     | 0     |
| 2016   | Gold Coast Titans | National Rugby League | 25     | 48     | 12     | 0     | 0     |
| Total  | Total             | Total                 | 93     | 84     | 21     | 0     | 0     |